# Amphilepidida
Ordre
Les Amphilepidida sont un ordre d'ophiures (échinodermes). 

## Liste des sous-ordres, super-familles et familles
Selon World Register of Marine Species (24 mars 2018) :
- sous-ordre Gnathophiurina Matsumoto, 1915 
  - super-famille Amphiuroidea Ljungman, 1867
    - famille Amphiuridae Ljungman, 1867
    - famille Amphilepididae Matsumoto, 1915

  - super-famille Ophiactoidea Ljungman, 1867
    - famille Ophiactidae Matsumoto, 1915
    - famille Ophiopholidae O'Hara, Stöhr, Hugall, Thuy & Martynov, 2018
    - famille Ophiothamnidae O'Hara, Stöhr, Hugall, Thuy & Martynov, 2018
    - famille Ophiotrichidae Ljungman, 1867
- sous-ordre Ophionereidina O'Hara, Hugall, Thuy, Stöhr & Martynov, 2017 
  - super-famille Ophiolepidoidea Ljungman, 1867
    - famille Hemieuryalidae Verrill, 1899
    - famille Ophiolepididae Ljungman, 1867 (restricted)

  - super-famille Ophionereidoidea Ljungman, 1867
    - famille Amphilimnidae O'Hara, Stöhr, Hugall, Thuy & Martynov, 2018
    - famille Ophionereididae Ljungman, 1867
- sous-ordre Ophiopsilina Matsumoto, 1915 
  - super-famille Ophiopsiloidea Matsumoto, 1915
    - famille Ophiopsilidae Matsumoto, 1915

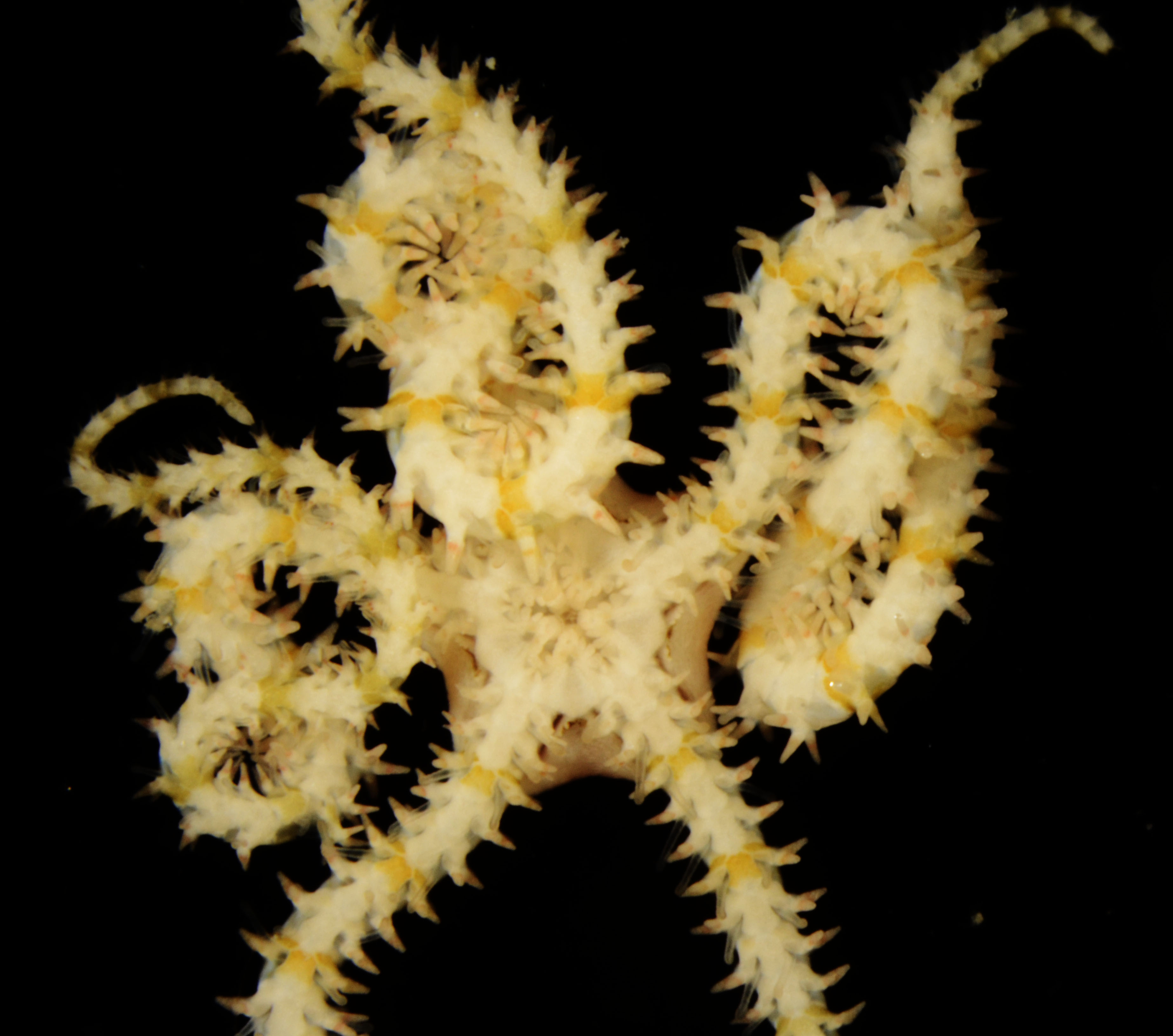
Amphioplus thrombodes, une Amphiuridae.
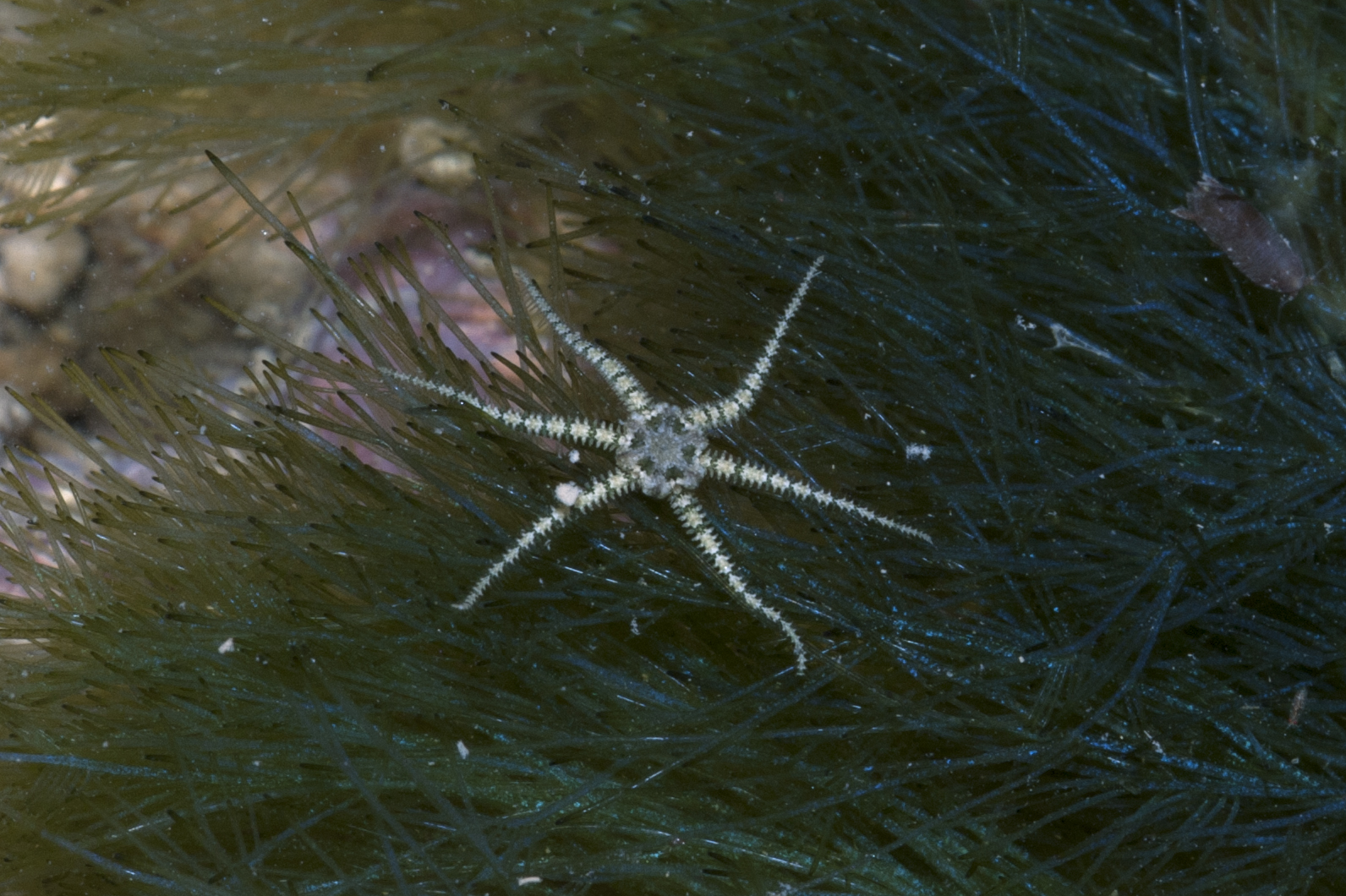
Ophiactis savignyi, une Ophiactidae.
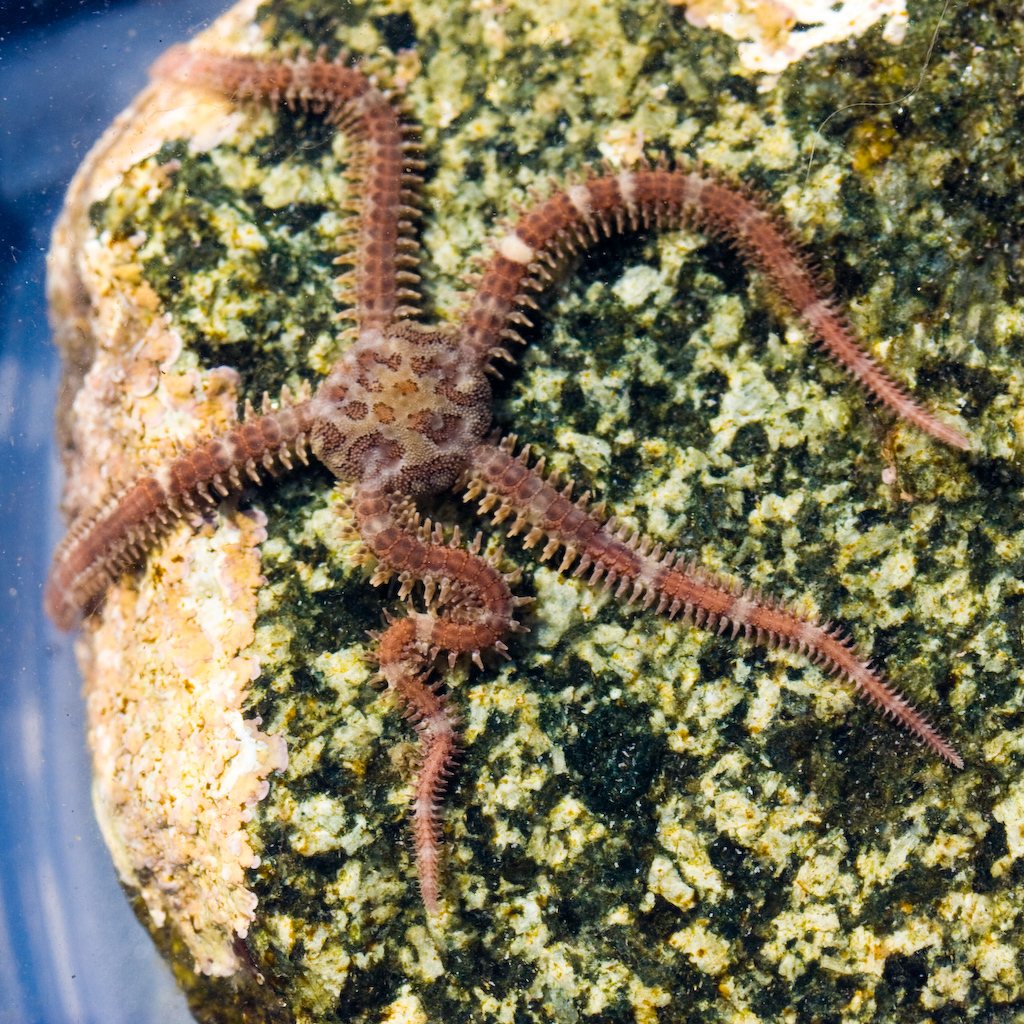
Ophiopholis aculeata, une Ophiopholidae.
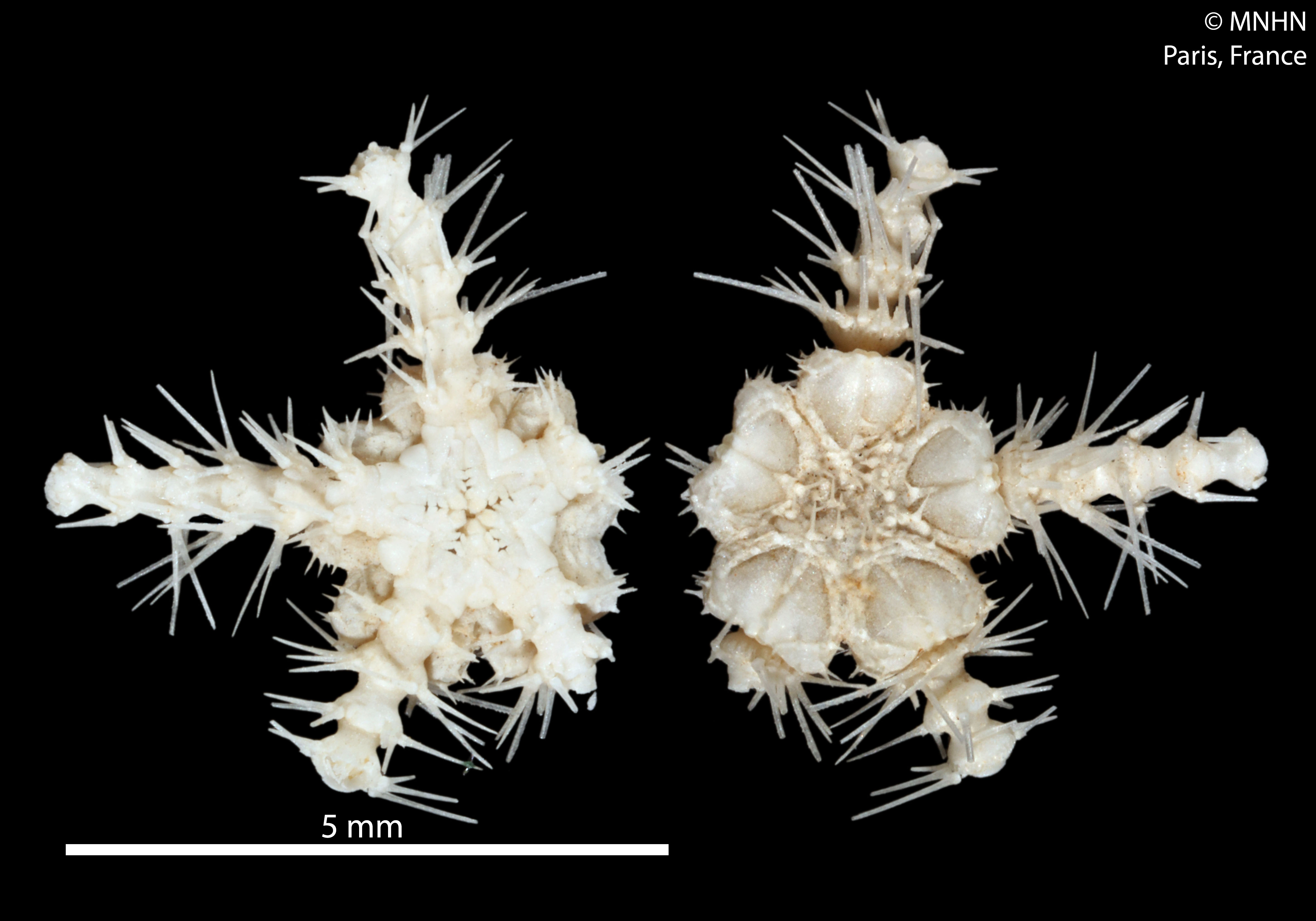
Ophiothamnus affinis, une Ophiothamnidae.
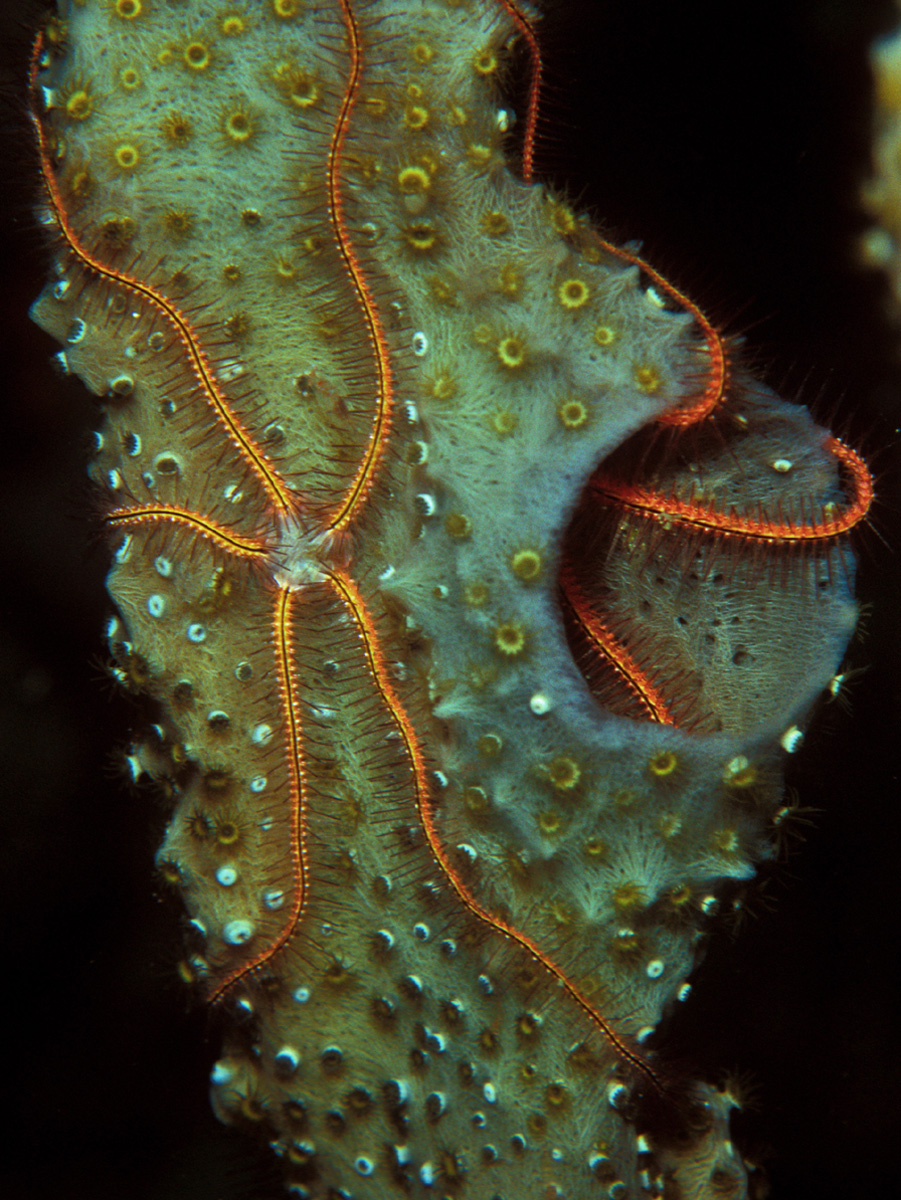
Ophiothrix suensonii, une Ophiotrichidae.
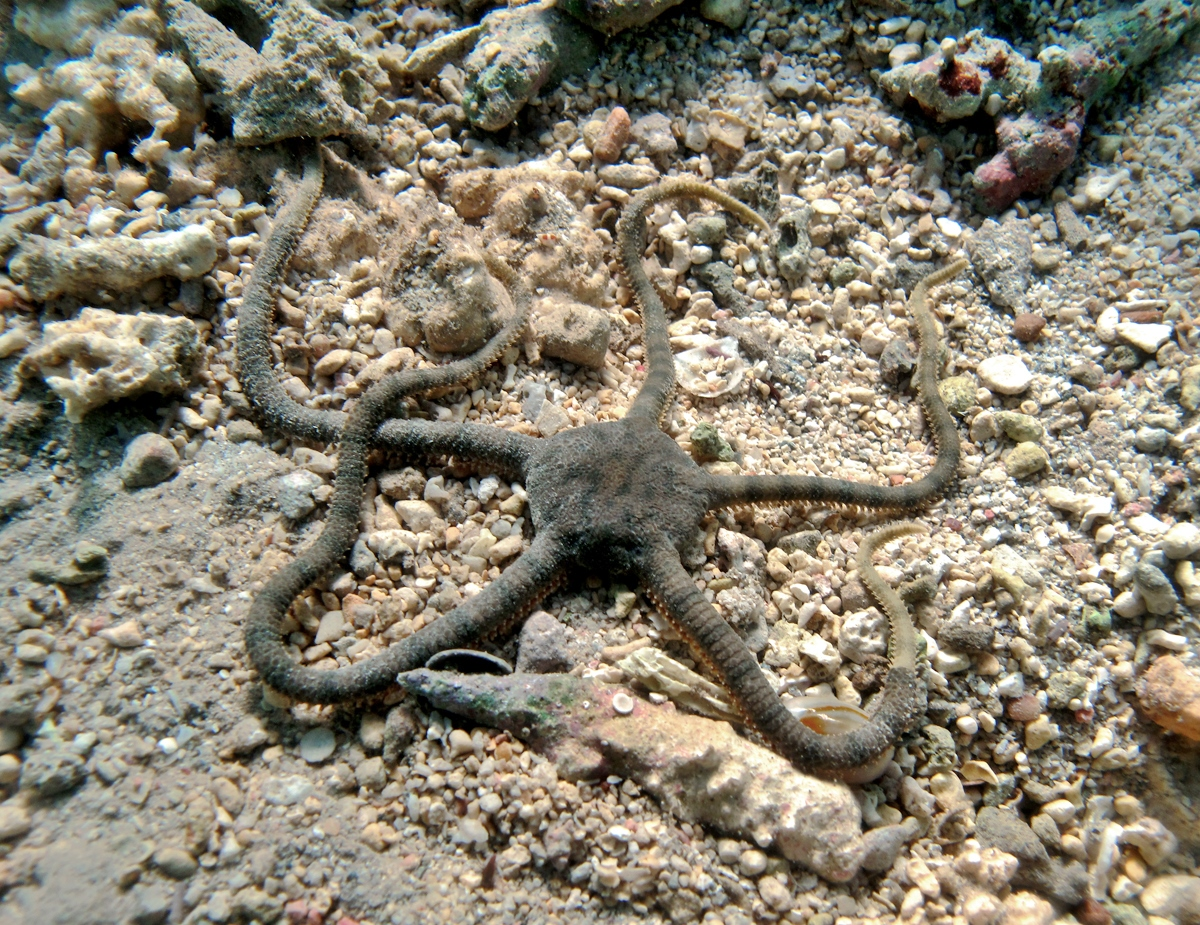
Ophioplocus imbricatus, une Hemieuryalidae.
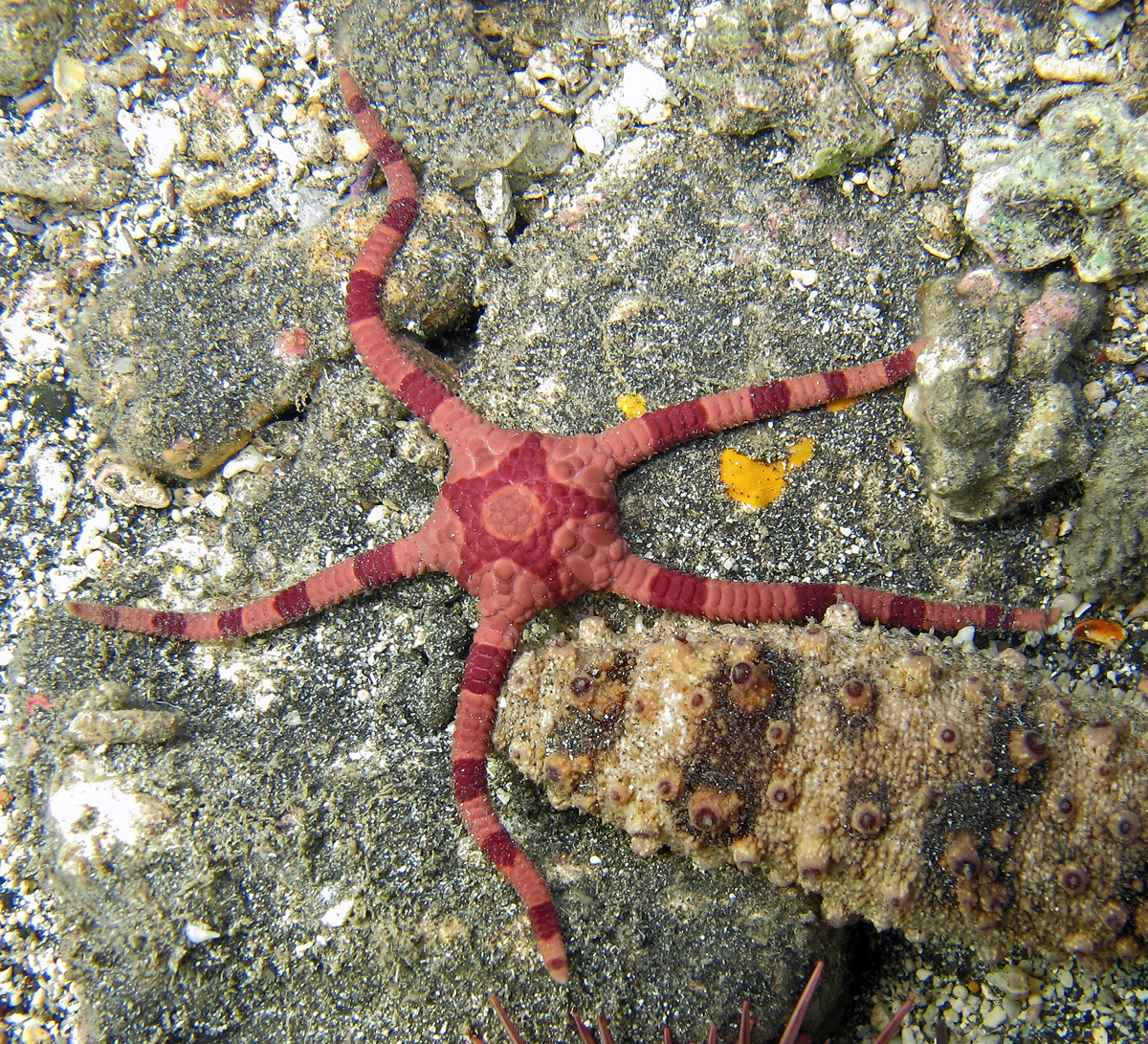
Ophiolepis superba, une Ophiolepididae.
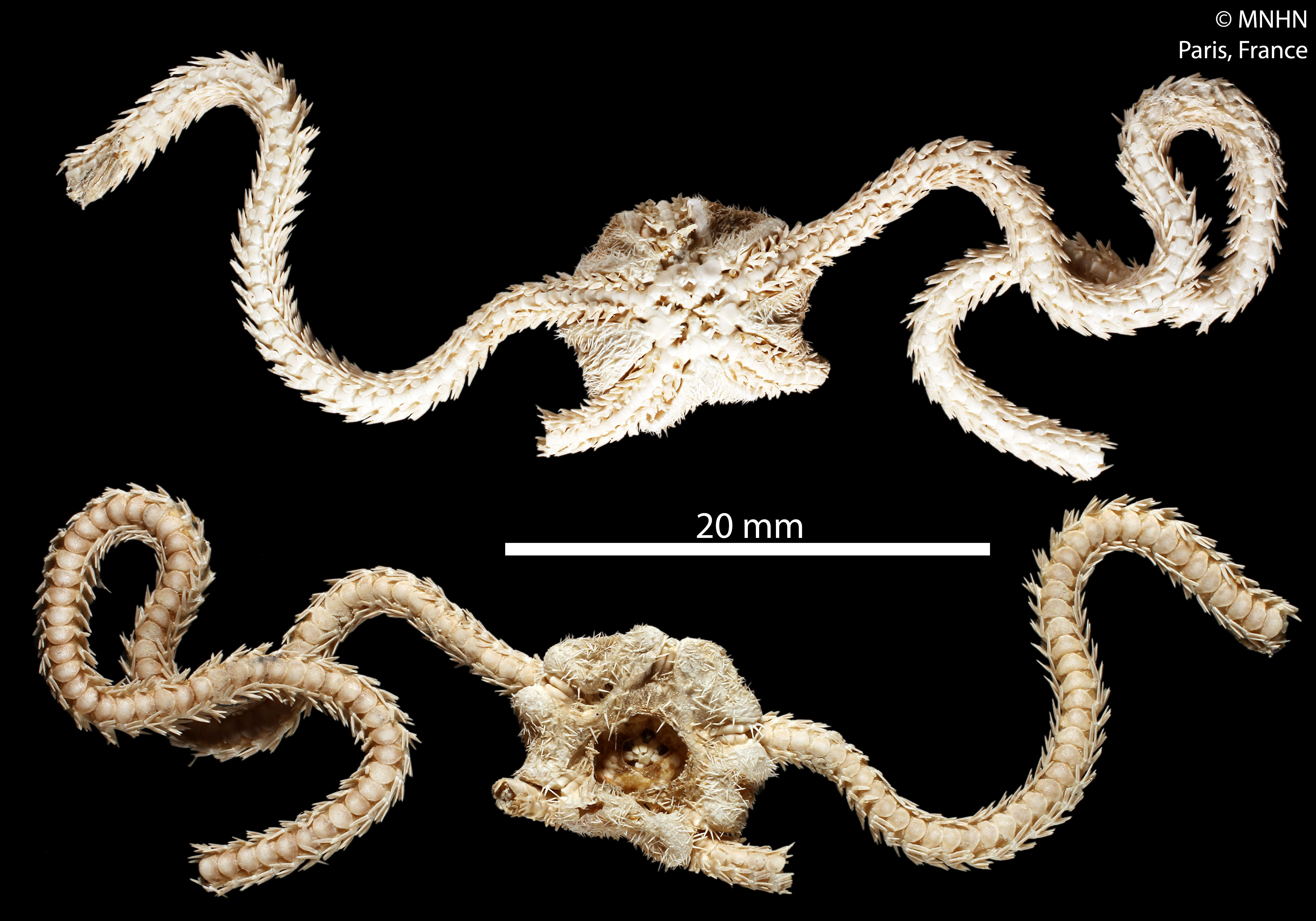
Amphilimna multispina, une Amphilimnidae.
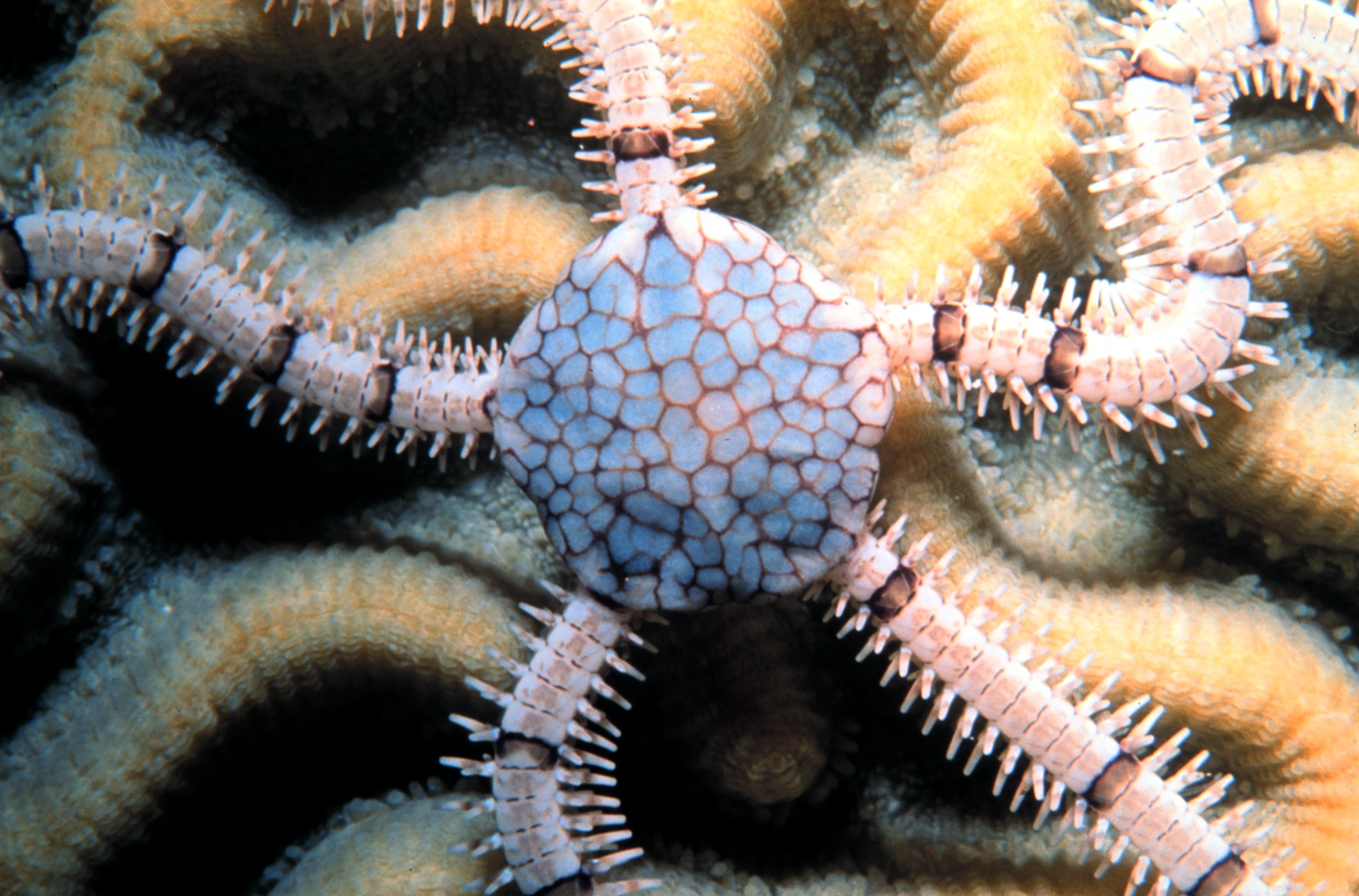
Ophionereis reticulata, une Ophionereididae.
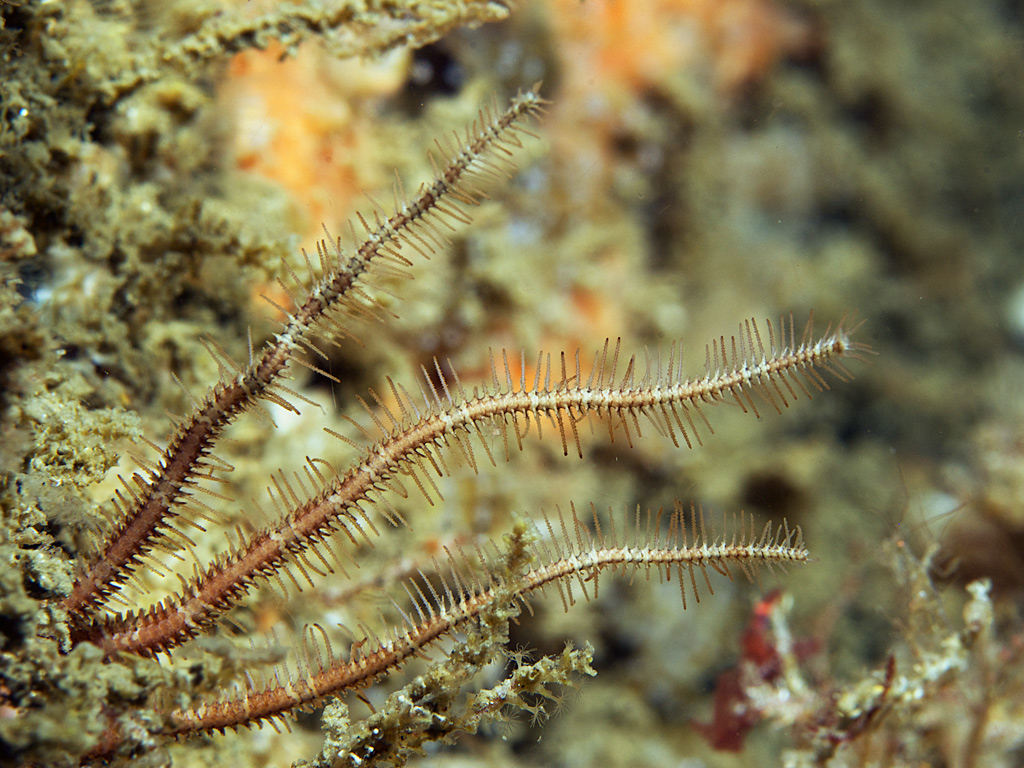
Ophiopsila aranea, une Ophiopsilidae.

## Publication originale
- (en) Timothy D O'Hara, Andrew F. Hugall, Ben Thuy, Sabine Stöhr et Alexander Vladimirovitch Martynov, « Restructuring higher taxonomy using broad-scale phylogenomics: The living Ophiuroidea », Molecular Phylogenetics and Evolution, Academic Press et Elsevier, vol. 107,‎ 8 décembre 2016, p. 415-430 (ISSN 1055-7903 et 1095-9513, PMID 27940329, DOI 10.1016/J.YMPEV.2016.12.006).